# Megistotherium
Megistotherium, förhistoriskt däggdjur tillhörande ordningen creodonter. Megistotherium var ett gigantiskt rovdäggdjur som verkar ha liknat en jättelik hyena. Den stod ungefär 1,5 meter i mankhöjd, hade en 2,5 meter lång kropp (varav 65 cm utgjorde dess huvud), plus en 1 meter lång svans. Den vägde omkring 500 kg, vilket placerar den bland de tyngsta köttätande däggdjuren som någonsin funnits på Jorden. Det kan jämföras med rekordhållaren Arctotherium (1700 kg; 3,4 meter; 10 000 år sedan), Andrewsarchus (1000 kg; 3,4 meter; 40 miljoner år sedan), isbjörn (700 kg; 2,4 meter; nu levande) och bengalisk tiger (260 kg; 3,1 meter; nu levande). Skallen var således dubbelt så lång som en bengalisk tigers, och käkarna var försedda med kraftiga hörntänder. Fossil efter detta urtidsdjur har hittats i miocena bergarter i Libyen. Den var topprovdjuret på sin tid och jagade de största bytesdjuren.